# Kuwait en los Juegos Paralímpicos de Sídney 2000
Kuwait estuvo representado en los Juegos Paralímpicos de Sídney 2000 por un total de 26 deportistas, 22 hombres y cuatro mujeres.

## Medallistas
El equipo paralímpico kuwaití obtuvo las siguientes medallas:
| Nombre           | Deporte   | Evento                 |
| ---------------- | --------- | ---------------------- |
| Oro              |           |                        |
| —                |           |                        |
| Plata            |           |                        |
| Atef Al-Dosari   | Atletismo | Disco F53 masculino    |
| Bronce           |           |                        |
| Ahmad Majsid     | Atletismo | Jabalina F33 masculino |
| Ahmad Majsid     | Atletismo | Peso F33 masculino     |
| Hamad Aladwani   | Atletismo | 100 m T53 masculino    |
| Mayed Al-Mutairi | Atletismo | Peso F58 masculino     |